# Carolina di Brunswick
Carolina Amalia di Brunswick, Caroline Amelia Elizabeth (Braunschweig, 17 maggio 1768 – Londra, 7 agosto 1821), è stata la moglie di Giorgio IV del Regno Unito dal 1795, e la sua Regina consorte dal 20 gennaio 1820 alla morte.

## Biografia

### Infanzia
Carolina nacque come principessa di Brunswick, con il titolo di cortesia di duchessa di Brunswick-Wolfenbüttel il 17 maggio 1768 a Braunschweig (o anche Brunswick) in Germania, figlia di Carlo Guglielmo, duca di Brunswick-Wolfenbüttel e della principessa Augusta di Gran Bretagna, sorella maggiore di Giorgio III.

### Fidanzamento
Nel 1794 fu fidanzata al figlio maggiore di Giorgio III e suo primo cugino, Giorgio, principe di Galles. Non si erano mai incontrati di persona; Giorgio acconsentì a sposarla poiché era fortemente indebitato e, se avesse contratto un matrimonio con una principessa idonea, il Parlamento avrebbe incrementato le sue indennità. Carolina sembrava effettivamente adatta: era una protestante di stirpe reale e il matrimonio avrebbe alleato il Ducato di Brunswick e la Gran Bretagna. Sebbene il Ducato di Brunswick fosse solo un piccolo paese, la Gran Bretagna era in guerra contro la Francia rivoluzionaria ed era desiderosa di ottenere alleati sul continente.
Il 20 novembre Lord Malmesbury arrivò a Brunswick per accompagnare Carolina alla sua nuova vita in Gran Bretagna. Nel suo diario, Malmesbury registrò le sue riserve sulla idoneità di Carolina come sposa per il principe: le mancavano il giudizio, il decoro e il tatto, esprimeva la sua opinione troppo facilmente, agiva senza discrezione e spesso trascurava di lavarsi o cambiare i suoi abiti sporchi; inoltre «non acquisì alcuna moralità e nessun idea forte innata del suo valore e delle sue esigenze.» Malmesbury rimase tuttavia impressionato dal suo coraggio; durante il viaggio verso l'Inghilterra, la comitiva udì alcuni colpi di cannone, dato che non erano lontani dalle linee francesi. Mentre la madre di Carolina era preoccupata per la loro sicurezza, Carolina era impassibile.

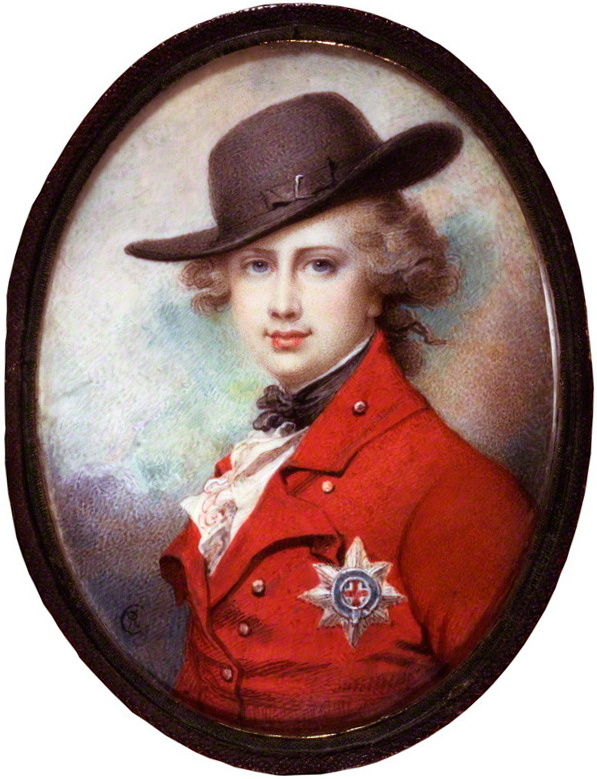
Giorgio di Hannover, principe di Galles

Il 28 marzo 1794, Carolina e Malmesbury lasciarono Cuxhaven a bordo dello Jupiter. Ostacolati dal cattivo tempo, sbarcarono una settimana dopo, il 5 aprile, domenica di Pasqua, a Greenwich. Lì Carolina incontrò Frances Villiers, contessa di Jersey, amante di Giorgio, che era stata designata Lady of the Bedchamber (Dama di camera) di Carolina. Secondo Lord Holland, il Duca di Wellington aveva affermato che fu Lady Jersey ad aver scelto Carolina come moglie di Giorgio. Lei preferiva, così Wellington disse, una donna «...dai modi indelicati, dal carattere mediocre e non molto invitante di aspetto, con la speranza che disgusto di una moglie avrebbe assicurato la costanza di una amante.»
Al primo incontro con la sua futura moglie, Giorgio chiese un bicchiere di brandy: era evidentemente deluso. Allo stesso modo, Carolina disse a Malmesbury: «il principe è molto grasso e non è neppure lontanamente bello come il suo ritratto». A cena, quella sera, il principe fu sconvolto dalla natura loquace di Carolina e dal suo sarcasmo nei confronti di Lady Jersey. Carolina fu offesa e delusa dall'evidente predilezione di George per Lady Jersey rispetto a lei.

### Principessa di Galles

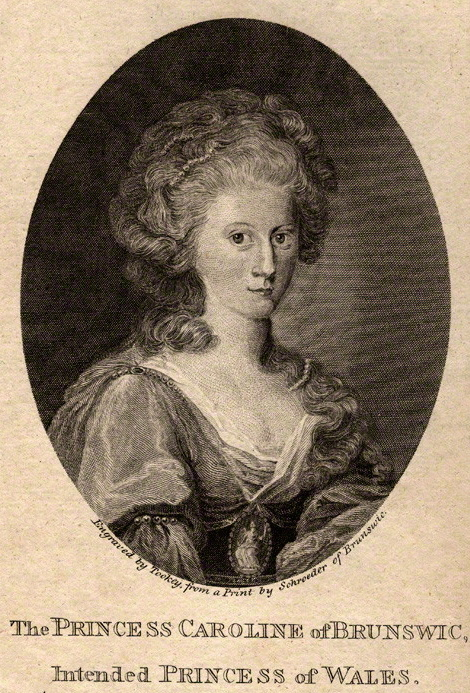
Carolina nel 1795, poco prima del suo matrimonio con il futuro Giorgio IV

Carolina e Giorgio si sposarono l'8 aprile 1795 nella Cappella Reale del St James's Palace a Londra. Alla cerimonia, Giorgio era ubriaco. Egli considerava Carolina come poco attraente e senza igiene e disse a Malmesbury che sospettava che lei non fosse già più vergine quando si sposarono. Da parte sua, aveva già segretamente sposato Maria Fitzherbert, ma tale matrimonio, poiché violava il Royal Marriages Act 1772, non era legalmente valido.
La corrispondenza del principe rivela che la coppia ebbe rapporti sessuali solo tre volte: due volte la prima notte di matrimonio e una volta la seconda notte. Egli scrisse: «...ha richiesto non poco [sforzo] vincere la mia avversione e superare il disgusto della sua persona.» La principessa Carlotta Augusta, unico figlio legittimo di Giorgio, nacque da una di queste unioni il 7 gennaio 1796. Immediatamente alla sua nascita, Carlotta divenne seconda nella linea di successione al trono britannico. 

Successivamente il principe e la principessa di Galles non vissero insieme ed apparirono separatamente in pubblico, entrambi coinvolti in relazioni amorose con amanti, il che valse a lei il soprannome di The Immoral Queen. È stato affermato che il suo matrimonio fosse stato rovinato dalla relazione di Giorgio IV con Lady Jersey. Tuttavia, è più probabile che Carolina avesse poco interesse per il marito, e quindi poco interesse nel quale egli potesse essere coinvolto sentimentalmente. 
Appena tre giorni dopo la nascita di Carlotta, Giorgio fece un nuovo testamento. Lasciò tutti i suoi beni a «Maria Fitzherbert, mia moglie», mentre a Carolina lasciava uno scellino. I giornali affermarono che Lady Jersey apriva, leggeva e distribuiva il contenuto delle lettere private di Carolina, la quale disprezzava Lady Jersey e non poteva far visita a qualcuno o viaggiare senza il permesso di Giorgio. La stampa denigrava Giorgio per la sua stravaganza e il lusso esibito in un momento di guerra e dipingeva Carolina come una moglie offesa.
Carolina fu applaudita in pubblico e si guadagnò consensi per la sua "familiarità vincente" e tranquilla e per il suo carattere aperto. Giorgio era costernato per la popolarità di Carolina e per la propria impopolarità e si sentiva intrappolato in un matrimonio senza amore con una donna che odiava: voleva una separazione. Nell'aprile del 1796 Giorgio scrisse alla moglie una lettera in cui la informava che, dato che non potevano esserci basi per una felicità nel loro matrimonio, la pregava di trovare una soluzione che potesse essere conveniente ad entrambi. Il risultato fu che Lady Jersey si dimise dalle dipendenze di Carolina e, dall'agosto 1797, la coppià cominciò a vivere vite separate.
Carolina si trasferì in una residenza privata: in un primo momento a The Vicarage a Charlton, poi a Montagu House, la casa del Conte di Sandwich, a Blackheath. Non più vincolata a suo marito o, secondo le voci, dai suoi voti nuziali, intratteneva chi le pareva e piaceva. Flirtò con l'ammiraglio Sir William Sidney Smith e con il capitano Thomas Manby e, probabilmente, ebbe anche una storia amorosa con il politico George Canning.

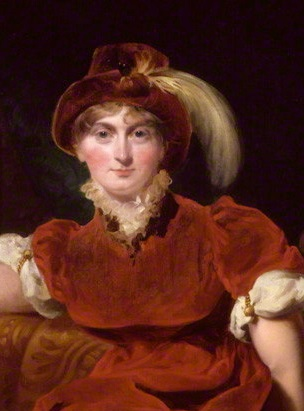
Dettaglio di un ritratto di Carolina del pittore Sir Thomas Lawrence, 1804

Sua figlia Carlotta fu affidata alle cure di una governante in una dimora vicino a Montagu House e Carolina le faceva spesso visita. Sembra che una figlia sola non fosse stata sufficiente a saziare l'istinto materno di Carolina; così adottò otto o nove bambini poveri, che furono affidati a persone del distretto. Nel 1802 adottò un bambino di tre mesi, William Austin, e lo portò nella sua casa. Nel 1805 Caroline litigò con i suoi vicini, Sir John e Lady Douglas, che sostenevano che Carolina avesse inviato loro lettere oscene ed assilanti. Lady Caroline Douglas inoltre accusava Carolina di infedeltà, sostenendo che William Austin era figlio illegittimo della stessa Caroline.
Nel 1806 fu istituita una commissione, conosciuta come Delicate Investigation, per esaminare le affermazioni di Lady Douglas. La commissione comprendeva quattro delle persone più eminenti del paese: Lord Grenville, Primo ministro del Regno Unito, Lord Erskine, Lord Cancelliere, Lord Ellenborough, Lord Chief Justice of England and Wales ed il Segretario di Stato per gli Affari Interni Lord Spencer. Lady Douglas testimoniò che Carolina stessa le aveva confidato nel 1802 che era incinta e che Austin era suo figlio.
Affermò inoltre che Carolina era stata scortese nei confronti della famiglia reale, parlandone in un deprecabile modo sessuale, e aveva sostenuto che qualsiasi donna che si comportasse in modo amichevole con un uomo era sicuramente destinata a diventarne la sua amante.. Tra i nomi dei potenziali amanti di Carolina, emerse anche quello del pittore Thomas Lawrence. I domestici della principessa, chiamati a testimoniare, non confermarono però la veridicità della accuse ed anzi riferirono che Austin era stato portato nella residenza di Carolina dalla sua vera madre, Sophia Austin, che confermò di essere la vera madre del bambino.
Il verdetto finale della commissione fu che le accuse nei confronti della principessa erano infondate. Certo, l'intimità di Carolina con molti gentiluomini fu considerata sconveniente, ma non venne provato nulla più di qualche innocente flirt.
L'anno successivo, Carolina ricevetta brutte notizie dalla sua terra natale, travolta, come il resto d'Europa, dalle armate napoleoniche. Brunswick venne occupata dai francesi e suo padre morì in seguito alle ferite riportate nella battaglia di Jena. Sua madre e suo fratello ripararono in Inghilterra e ciò complicò i piani della principessa, che voleva tornare in Germania e lasciarsi alle spalle un disastroso matrimonio.

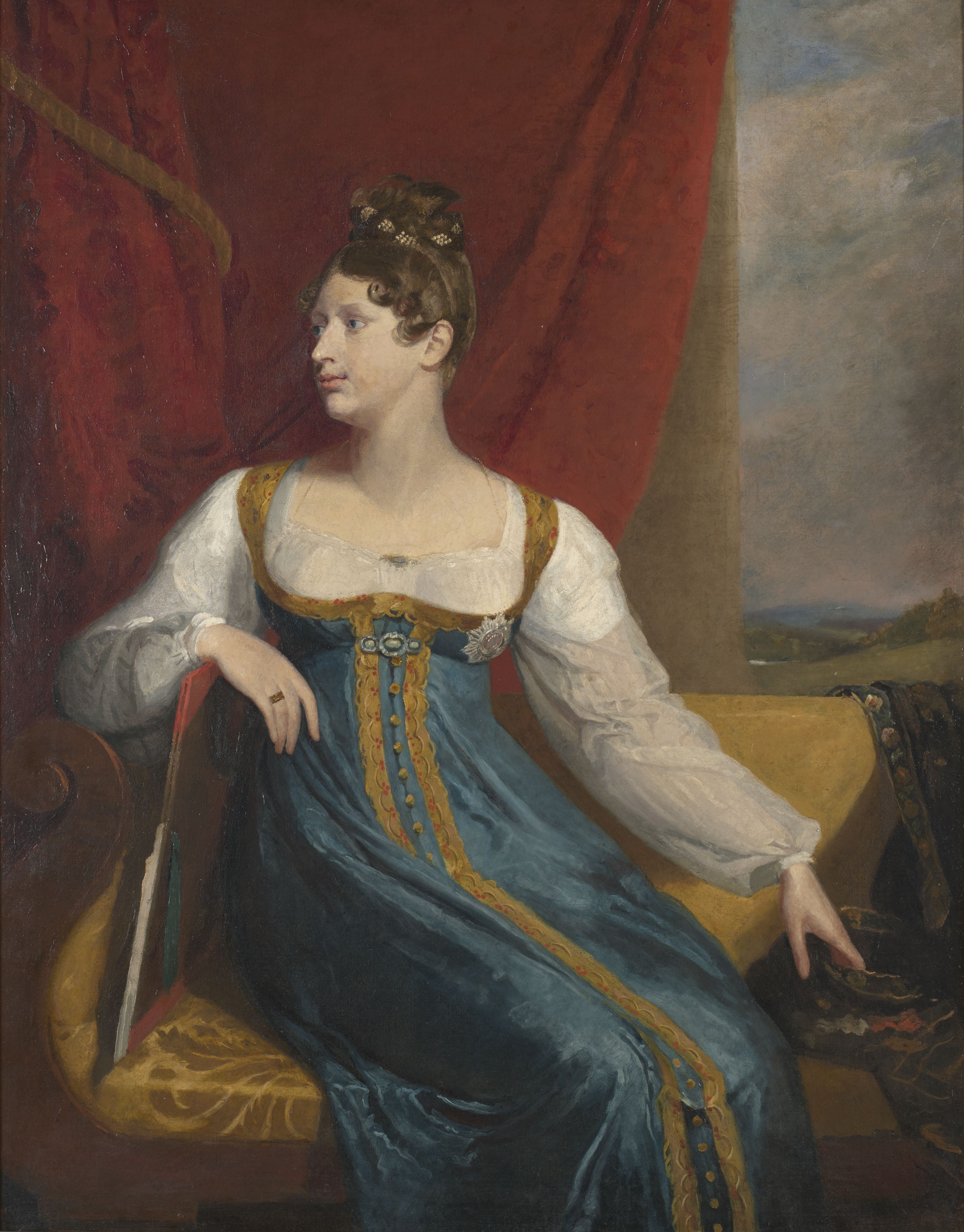
Carlotta Augusta di Hannover, figlia unica di Carolina e Giorgio

Gli incontri con la figlia Carlotta vennero ridotti essenzialmente ad uno alla settimana, a patto che nella stanza fosse sempre presente la duchessa vedova di Brunswick, madre di Carolina. Dalla fine del 1811 le condizioni di Giorgio III peggiorarono ulteriormente ed il principe di Galles venne proclamato reggente del regno. Questi non perse occasione per ridurre le già poco frequenti visite di Carlotta alla madre e Carolina venne isolata ancora di più dalla società londinese, che scelse di partecipare alle stravaganti feste del marito, piuttosto che alle sue.
La principessa si trasferì a Connaught House, nel quartiere londinese di Bayswater, da dove, con l'aiuto del politico liberale Henry Brougham, iniziò una campagna diffamatoria nei confronti di Giorgio. Il principe rispose riprendendo e diffondendo le accuse che fosse Carolina la vera madre di William Austin. L'opinione pubblica inglese (come la figlia Carlotta) si schierò apertamente con Carolina. A tal proposito, Jane Austen scrisse, riferendosi alla principessa del Galles: «Povera donna, la sopporterò finché potrò. Soprattutto perché è una donna, e poi perché odio suo marito».
Nel 1814, dopo la definitiva sconfitta di Napoleone Bonaparte, la nobiltà europea si riunì a Londra per un periodo di balli e festeggiamenti. Inutile dire che Carolina venne esclusa totalmente dalle celebrazioni. Intanto, anche le relazioni tra Giorgio e la figlia peggiorarono, in quanto lei si opponeva alle draconiane misure restrittive che il padre le imponeva. Il 12 luglio venne informata che da quel momento sarebbe stata confinata a Cranbourne Lodge, presso Windsor, dove non avrebbe potuto ricevere visitatori, a parte sua nonna, la regina Carlotta, una volta a settimana. Inorridita, Carlotta si rifugiò a casa della madre a Bayswater.
Dopo una notte insonne, la principessa Carlotta venne persuasa da Brougham ad accettare le imposizioni del padre, visto che rimaneva lui il suo tutore legale e che, se avesse continuato a disobbedirgli, la sua situazione sarebbe anche potuta peggiorare. Dopo quest'ultima umiliazione, Carolina decise di porre la parola fine alla sua permanenza sul suolo inglese. Negoziò con il ministro degli affari esteri, lord Castlereagh, un accordo secondo il quale avrebbe lasciato il Paese in cambio di un finanziamento annuale di 35.000 sterline. Sia la figlia Carlotta che Henry Brougham rimasero sbigottiti alla scelta di Carolina, ben consapevoli che la sua assenza avrebbe aumentato il potere di Giorgio su di loro.
L'8 agosto 1814, Carolina lasciò l'Inghilterra.

### Esilio
Dopo una visita di due settimane a Brunswick, Carolina arrivò in Italia attraversando la Svizzera. Lungo il tragitto, probabilmente a Milano, la principessa prese al suo servizio come valletto un certo Bartolomeo Pergami.
Nel giro di poco tempo, quest'italiano divenne il capo della servitù che accompagnava Carolina e, grazie alla sua influenza, la principessa promosse sua sorella, Angelica contessa d'Oldi, come sua prima dama di compagnia.
Verso la metà del 1815 Carolina acquistò Villa d'Este, una residenza sulle sponde del lago di Como, nonostante le sue finanze non fossero molto floride.

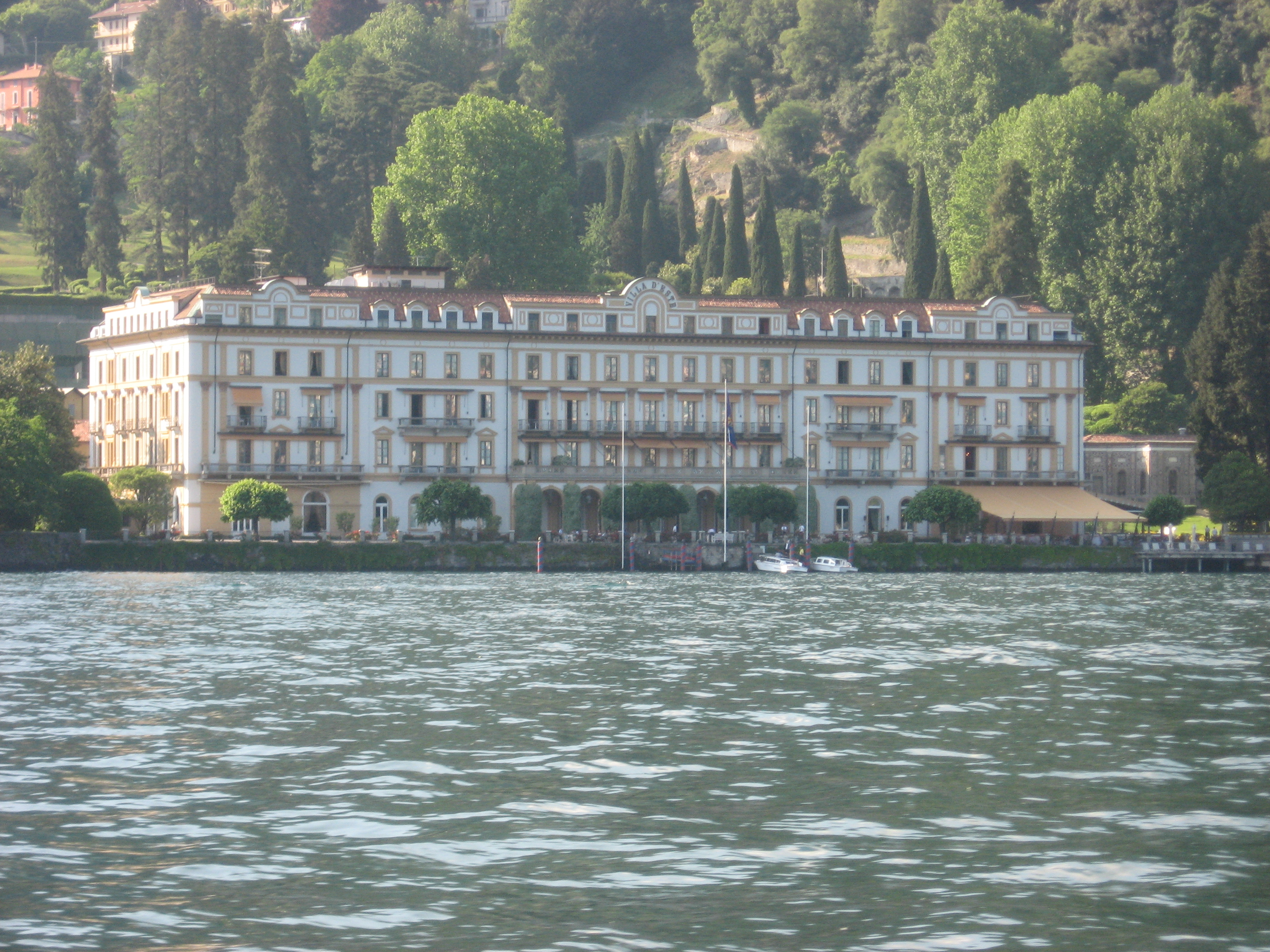
Villa d'Este di Cernobbio ai giorni nostri, dopo essere stata trasformata in un albergo di lusso

Agli inizi del 1816 Carolina ed il suo valletto intrapresero una crociera nel Mediterraneo, visitando il palazzo di Napoleone sull'isola d'Elba e la Sicilia, dove Pergami ottenne il titolo di Cavaliere dell'Ordine di Malta ed una baronia. Da quel momento lui e la principessa cominciarono a pranzare e cenare insieme e si diffusero le voci che fossero amanti.
Visitarono anche Tunisi, Malta, l'isola di Milo, Atene, Corinto, Istanbul e Nazaret. Carolina entrò a Gerusalemme sul dorso di un asino e alla testa di una carovana di cammelli. Pergami venne anche nominato cavaliere dell'Ordine di Gerusalemme.
In agosto rientrarono a Cernobbio, non senza prima essersi fermati a Roma per rendere omaggio al Papa. Dopo quel viaggio i pettegolezzi su Carolina dilagarono. Lord Byron scrisse al suo editore che era certo che la principessa e Pergami fossero amanti ed il barone Friederich Ompteda, una spia del principe reggente, corruppe una cameriera di Carolina affinché lo facesse entrare nella camera della sua padrona alla ricerca di prove di adulterio, che però non vennero trovate.
Nell'agosto del 1817 i debiti di Carolina stavano aumentando; così vendette Villa d'Este e si trasferì nella più modesta Villa Caprile, presso Pesaro. L'intera famiglia di Pergami, a parte la moglie, la raggiunse di lì a poco. L'anno precedente la principessa Carlotta, unica figlia di Carolina e Giorgio, aveva sposato il principe tedesco Leopoldo di Sassonia-Coburgo-Saalfeld ed il futuro della casa reale inglese sembrava assicurato. Ma nel novembre del 1817 Carlotta morì di parto, dando alla luce un maschio nato morto.

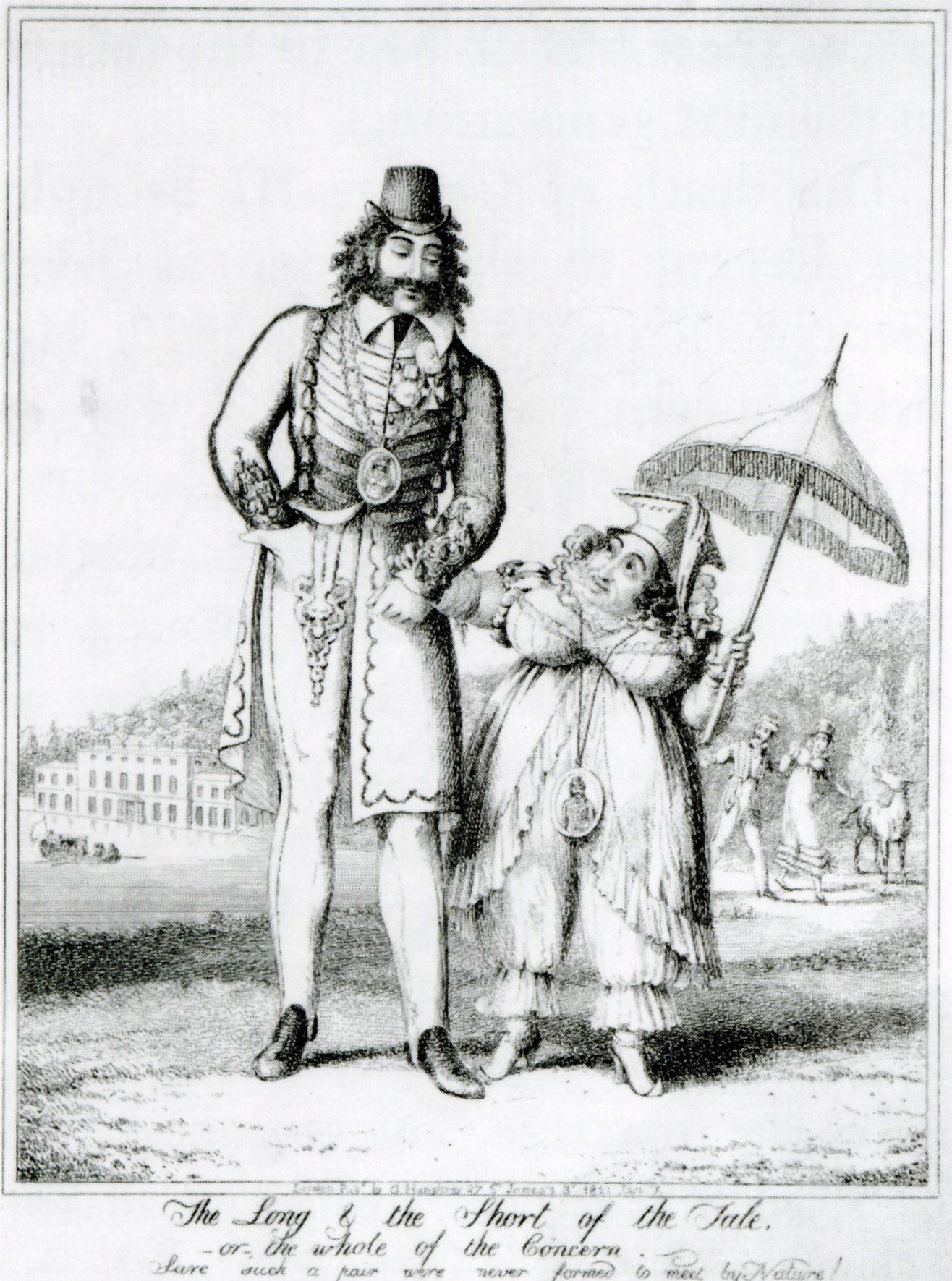
Una caricatura dell'epoca che supportava l'ipotesi della presunta relazione di Carolina con Pergami

La principessa era sempre stata molto popolare e la sua morte scioccò gli inglesi. Giorgio IV si rifiutò di scrivere a Carolina per informarla della tragica morte della figlia, lasciando l'ingrato compito al genero Leopoldo, il quale, prostrato dal dolore, non inviò mai la missiva. Cionondimeno, il principe reggente scrisse al papa riguardo alla tragedia e fu solo per il fatto che il corriere passò da Pesaro che Carolina apprese la devastante notizia. Aveva perso la sua unica figlia, e con essa anche la possibilità di riacquistare prestigio in seguito alla successione di Carlotta sul trono inglese. Nel 1818, durante il suo viaggio in Italia, Carolina fu ospitata al Castello di Montuè, residenza del diplomatico Camillo Candiani e delle contesse Vittoria e Romana Rota Candia.
Giorgio era deciso più che mai a portare avanti le pratiche per il divorzio dalla detestata moglie e formò una commissione, presieduta dal giudice John Leach, che provasse il fatto che Carolina era colpevole di adulterio. Leach inviò tre membri a Milano ad interrogare gli ex servitori e le cameriere della principessa. A Londra, Henry Brougham agiva ancora come agente di Carolina e, preoccupato che la commissione milanese avrebbe potuto nuocerle, inviò suo fratello James a Pesaro presso la principessa, con la speranza di scoprire se le accuse del reggente erano fondate. James scrisse a suo fratello che «...essi [Carolina e Pergami] sembrano marito e moglie, e niente è più ovvio di ciò».
La commissione di Milano, intanto, stava raccogliendo un numero sempre maggiore di prove e, all'inizio del 1819, Carolina cominciò seriamente a preoccuparsi. Informò James Brougham che, in cambio di denaro, avrebbe acconsentito ad un divorzio. Però, all'inizio dell'Ottocento, le leggi inglesi non prevedevano il divorzio da consenso reciproco: i coniugi potevano separarsi definitivamente solo se uno dei due avesse ammesso di essere, o fosse stato riconosciuto, colpevole di adulterio. Carolina disse che le era impossibile riconoscere questa colpevolezza ed allora i fratelli Brougham l'avvisarono che solo una separazione formale sarebbe stata possibile.
Sia i Brougham che il governo erano intenzionati a dare alla questione il minor risalto possibile ed arrivarono ad un compromesso in base al quale Carolina avrebbe, da quel giorno, assunto il meno impegnativo titolo di duchessa di Cornovaglia invece di quello di principessa del Galles. Mentre i negoziati proseguivano, verso la fine del 1819, Carolina viaggiò in Francia e ciò fece sollevare speculazioni su un suo possibile rientro in Inghilterra. Con l'avvicinarsi dell'anno nuovo, Carolina era già pronta a rientrare in Italia quando, il 29 gennaio 1820, morì re Giorgio III. Suo marito divenne re e lei, anche se solo nominalmente, regina del Regno Unito.

### Regina consorte

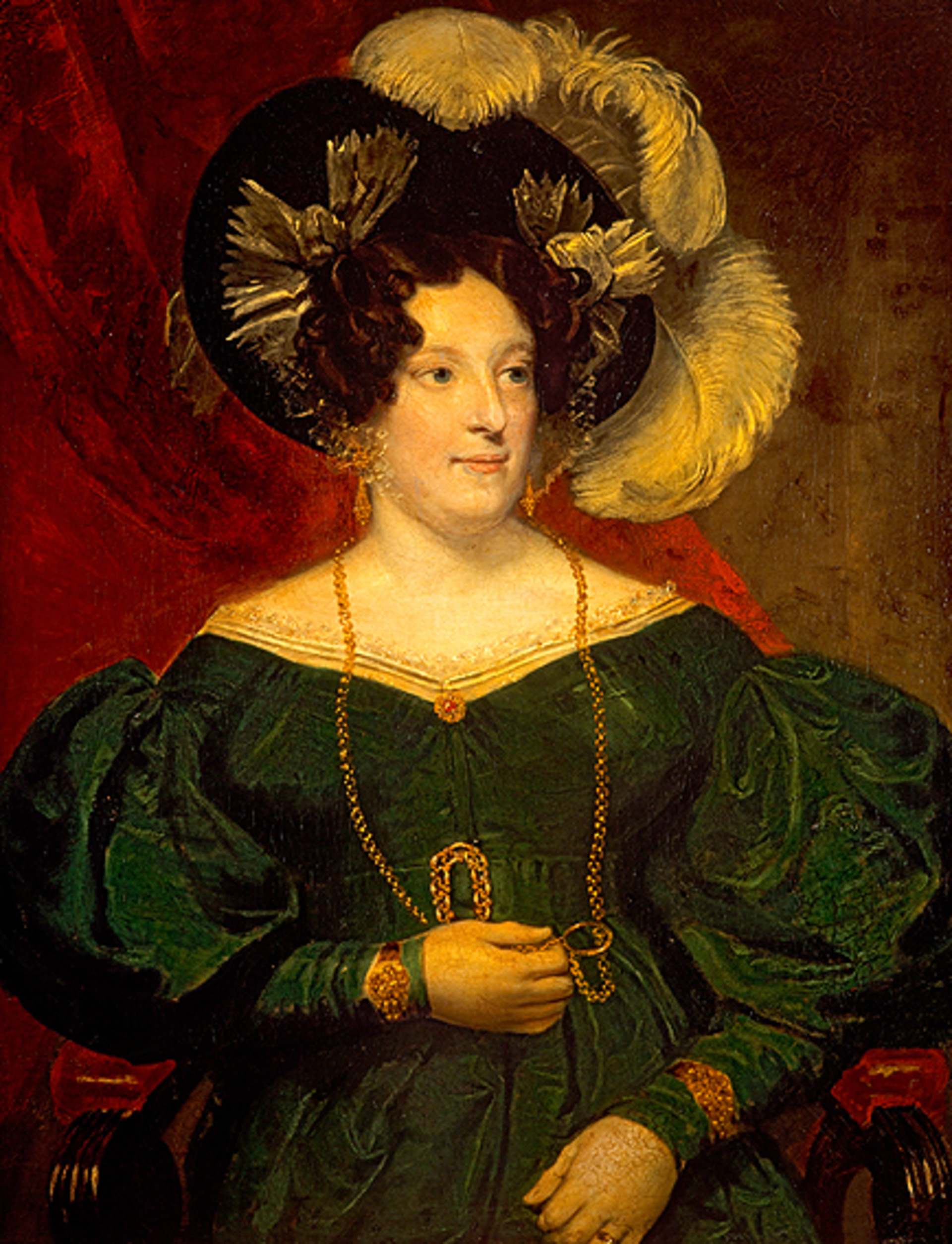
Carolina di Brunswick. Dipinto eseguito attorno al 1820, anno della proclazione del marito a re Giorgio IV.

Paradossalmente, l'avvenuta successione del marito al trono inglese non migliorò affatto la situazione di Carolina. Durante una visita a Roma, il papa si rifiutò di concederle udienza ed il segretario di stato pontificio, il cardinale Ercole Consalvi, insistette che ci si rivolgesse a lei come duchessa di Brunswick e non come regina. Nel tentativo di far valere i suoi diritti, cominciò ad organizzare il suo rientro in Inghilterra. Il re pretese che i suoi ministri si liberassero della minaccia che Carolina rappresentava e li persuase a far rimuovere il nome della regina dalla liturgia della Chiesa Anglicana.
Ma il governo, vista l'impopolarità da cui era circondato, si rifiutò di concedere il divorzio al sovrano, nel timore degli effetti di un pubblico processo alla regina. Onde evitare qualsiasi rischio di rivolte, i ministri preferirono aprire un negoziato con Carolina e le offrirono un aumento annuo di 50.000 sterline, a patto che rimanesse all'estero. All'inizio di giugno Carolina aveva lasciato il nord Italia ed in poco tempo aveva già raggiunto Calais. Seguendo i consigli dell'aldermanno Wood e di Lady Anne Hamilton, rifiutò l'offerta del governo inglese.
Disse addio a Pergami e s'imbarcò per l'Inghilterra. Quando sbarcò, il 5 giugno 1820, scoppiarono sommosse a suo sostegno; Carolina era infatti diventata il simbolo del crescente partito radicale, che chiedeva forti riforme politiche e si opponeva all'impopolare Giorgio. Nonostante ciò, Giorgio continuava incessantemente a chiedere il divorzio e, il giorno successivo, presentò al Parlamento le prove della commissione di Milano chiuse in due borse verdi. Il 15 giugno le guardie delle scuderie reali presso Buckingham Palace si ammutinarono.
La piccola rivolta fu contenuta, ma il governo era seriamente preoccupato che ne sorgessero di più serie a sostegno della regina. Mentre il parlamento continuava a dibattere su come risolvere la spinosa questione, il governo, sotto la spinta del sovrano, approvò in data 5 luglio 1820 una legge chiamata Pains and Penalties Bill. Questo provvedimento prevedeva l'imminente apertura di un processo per privare Carolina dei suoi titoli di regina e per annullare il suo matrimonio. Il processo, che si aprì di li a poco, divenne famoso in Inghilterra come The trial of Queen Caroline.

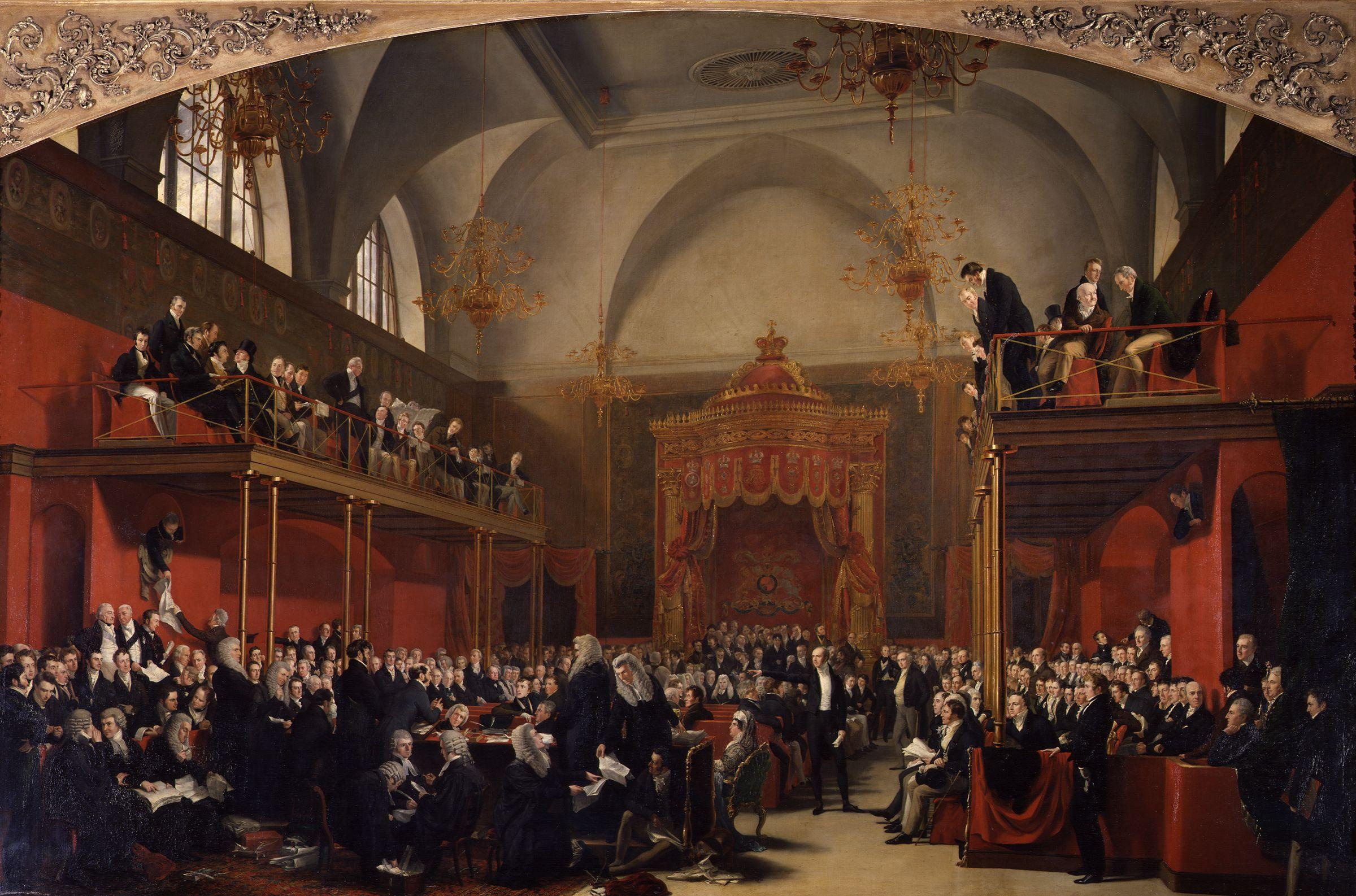
Il quadro di Sir George Hayter che rappresenta il processo alla regina. Carolina si può vedere al centro del dipinto.

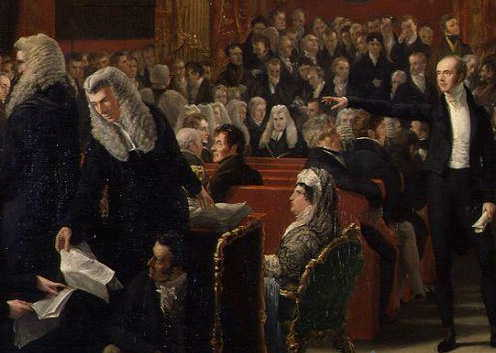
Dettaglio del quadro di Hayter. La figura al centro è la regina Carolina, ed il secondo magistrato da sinistra, con la parrucca, è Henry Brougham, grande patrocinatore della causa della sovrana.

L'accusa principale era che Carolina avesse commesso adulterio con Bartolomeo Pergami. Numerosi testimoni, tra cui i domestici italiani di Carolina, vennero ascoltati in quello che fu proprio un processo pubblico alla regina. Gli accusatori sostenevano che i due avevano dormito nella stessa stanza e che erano stati visti scambiarsi effusioni e camminare svestiti per la villa di lei.
Il processo restò confinato alla Camera dei Lord e proseguì fino alla fine dell'anno. Carolina scherzava con i suoi sostenitori, affermando che, effettivamente, una volta aveva commesso adulterio, ma con il marito della signora Fitzhebert, cioè il re.

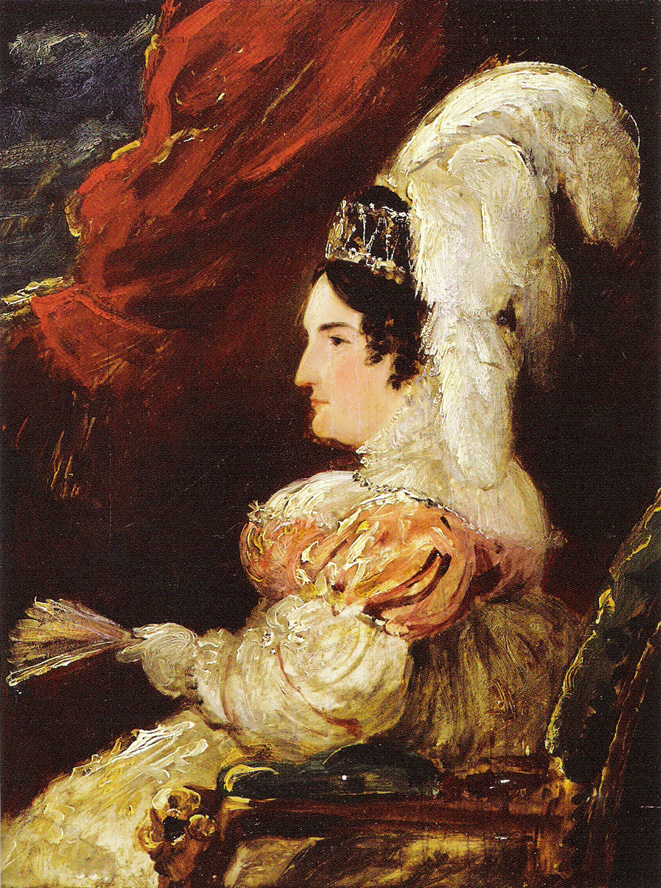
Carolina di Brunswick in un quadro di Hayter. Si notino le piume del copricapo della sovrana, divenute un segno distintivo della sua persona.

Anche durante il processo la figura di Carolina fu sempre molto popolare presso gli inglesi e lo dimostrano le più di 800 petizioni ed il milione di firme raccolte per sostenerla. Come paladina del movimento radicale, la regina approfittò per fare dichiarazioni rivoluzionarie e apertamente sfavorevoli, sia al governo che al sovrano stesso. Ecco due esempi delle suddette dichiarazioni.
L'esito del processo fu che la regina venne considerata colpevole, ma nel timore che l'eventuale passaggio alla Camera dei Comuni (notoriamente avversa a Giorgio IV) definisse la sconfitta del Pains and Penalties Bill, il governo decise di annullare la sentenza. Carolina lo considerò una vittoria, ma quando ebbe termine il processo, ebbe termine anche la sua alleanza con i radicali. Il governo estese di nuovo alla regina la proposta di aumentare la sua rendita annuale di 50.000 sterline, a patto che la regina accettasse senza porre delle condizioni. Questa volta Carolina accettò. Nonostante gli innumerevoli tentativi del re, Carolina rimase molto popolare tra le masse e questo le diede la spinta necessaria per perseguire nel suo piano volto a partecipare personalmente all'incoronazione di Giorgio IV (prevista per il 19 luglio 1821) come regina.
Lord Liverpool avvisò Carolina di non presentarsi alla cerimonia, ma lei non lo ascoltò e fece di testa sua e la mattina del giorno predisposto per l'incoronazione si presentò davanti all'ingresso principale dell'abbazia di Westminster.
Giorgio ordinò di chiuderle letteralmente in faccia i portoni della chiesa. La regina non si perse d'animo e raggiunse Westminster Hall (una sala facente parte del vecchio parlamento medioevale londinese, collegata all'abbazia e luogo dei pranzi solenni che seguivano all'incoronazione di ogni monarca inglese), dove si erano radunati molti aristocratici in attesa che la funzione iniziasse. Ad accoglierla, però, incontrò un drappello di guardie armate che le puntarono le loro baionette al mento, mentre lei li fissava con un'aria furente. I militari le ordinarono di andarsene, ma Carolina non si mosse, ben decisa ad entrare nella chiesa. Il tutto si risolse con l'intervento del Lord Ciambellano, che fece chiudere anche i portoni di Westminster Hall, lasciando ovviamente la regina all'esterno.
Dopo questo smacco, Carolina si fece portare al cosiddetto Poet's Corner, un'entrata vicina al transetto meridionale dell'abbazia, chiedendo che le fosse consentito l'accesso. Ad andarle incontro fu Sir Robert Inglis, colonnello dei corazzieri reali. Inglis riuscì a persuadere la regina a ritornare alla sua carrozza e Carolina, forse stanca di ricevere continue umiliazioni, raccolse il suggerimento e lasciò Westminster. Perse molti sostenitori grazie alla "scenata" che fece all'incoronazione: la folla la fischiò e la derise mentre la carrozza si allontanava, e lo stesso Brougham manifestò il suo disappunto per l'inqualificabile comportamento di Carolina.

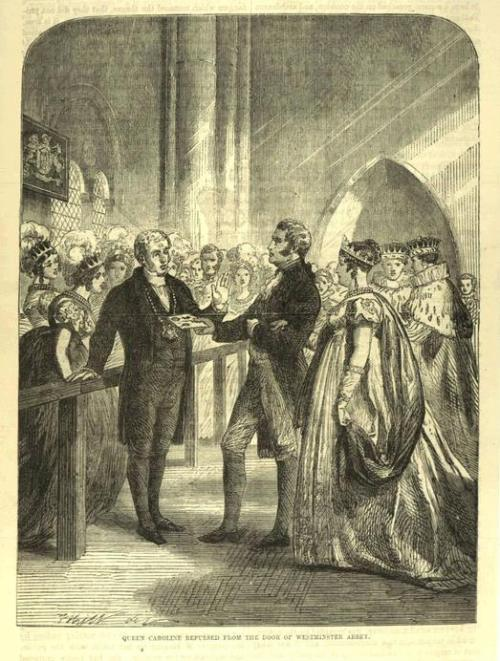
Un'incisione d'epoca che rappresenta il lord ciambellano che impedisce a Carolina di Brunswick l'ingresso all'abbazia di Westminster

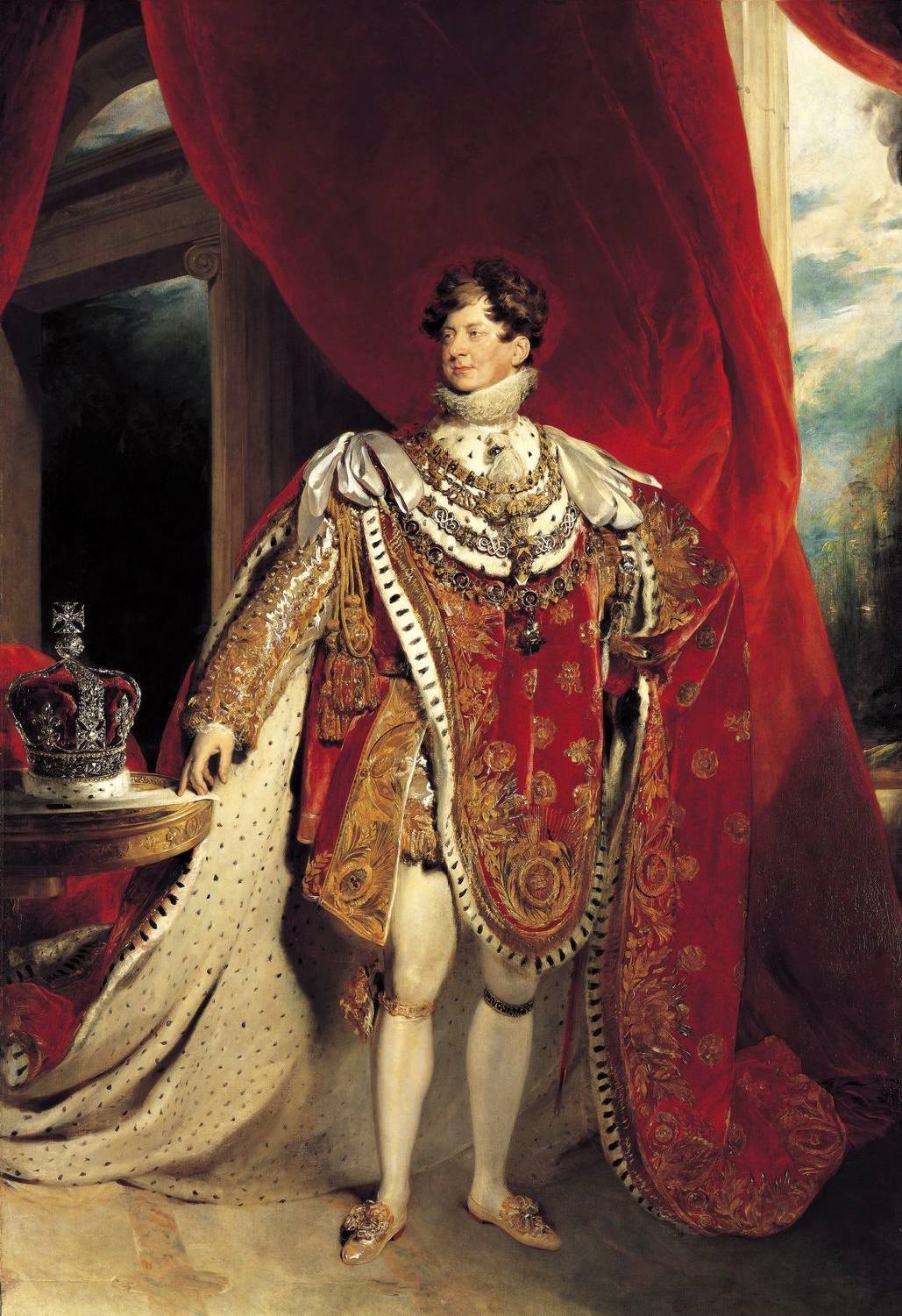
Giorgio IV ritratto con gli abiti dell'incoronazione

### Morte prematura
Nella notte tra il 19 ed il 20 luglio 1821, cioè a poche ore di distanza dall'incoronazione, Carolina si sentì male. Assunse in gran quantità latte di magnesia e alcune gocce di laudano. Nelle successive tre settimane i dolori aumentarono e le sue condizioni peggiorarono sensibilmente. Comprendendo di essere vicina alla morte, decise di sistemare i suoi affari. Le sue carte, lettere, memorie e quaderni di appunti vennero dati alle fiamme. Scrisse un nuovo testamento e preparò i dettagli del suo futuro funerale: sarebbe stata sepolta a Brunswick, in una tomba che recasse scritto sulla lapide «Qui giace Carolina, l'ingiuriata regina d'Inghilterra».
Morì a Branbenburg House, alle 22.25 del 7 agosto 1821, all'età di 53 anni. I suoi dottori diagnosticarono come causa della morte un'occlusione intestinale, ma è più probabile che avesse un cancro. Numerose voci che circolavano all'epoca dicevano che Carolina fosse stata avvelenata da agenti di Giorgio IV, per evitare che la regina creasse ulteriori problemi al sovrano. A sostegno di quest'ultima ipotesi, rimane il fatto che la regina, mentre giaceva nel letto durante i giorni d'agonia, venne strettamente sorvegliata dal giudice Stephen Lushington, che riportava ogni cosa al primo ministro Lord Liverpool, notoriamente fedele al re.
Il perché di questa presenza al letto di morte di Carolina resta un mistero ed i documenti dell'epoca sono discordanti al riguardo. Ancora oggi, l'esatta causa della morte di Carolina di Brunswick è sconosciuta. Temendo che una pubblica processione funebre attraverso le vie di Londra avrebbe potuto lanciare la scintilla per ulteriori manifestazioni contro il sovrano, il governo ed il primo ministro, Lord Liverpool, decisero che il corteo avrebbe evitato il centro cittadino e raggiunto Harwich passando a nord della capitale.
I sostenitori di Carolina, che ovviamente accompagnavano la processione funebre, esasperati dalle decisioni governative, eressero delle barricate al fine di costringere il corteo a passare per il centro di Londra. La situazione degenerò in breve tempo, sprofondando nel caos. Le guardie, che dovevano scortare il feretro fino al mare, aprirono il fuoco e caricarono la folla con le spade sguainate. Questa, per tutta risposta, iniziò a lanciare ciottoli e mattoni contro i soldati, inasprendo gli animi ancora di più. Il risultato fu che due membri del corteo rimasero uccisi e molti vennero feriti.
Alla fine, per evitare altre sommosse, il capo della polizia metropolitana, Sir Robert Baker, autorizzò l'attraversamento del centro di Londra del corteo con le spoglie mortali della regina. Come risultato, Baker venne rimosso dall'incarico qualche giorno dopo. Sotto una pioggia scrosciante, la bara di Carolina passò per le vie centrali della capitale inglese, raggiungendo infine Harwich, dove venne imbarcata. Il feretro raggiunse Brunswick il 24 agosto e Carolina venne tumulata nella cattedrale della città il giorno seguente.

## Carolina nel mondo dello spettacolo
La storia del matrimonio di Carolina con Giorgio e la sua battaglia per essere riconosciuta come regina consorte sono alla base di alcune fiction:
- Nel Docu-drama della BBC del 1996 A Royal Scandal, con Susan Lynch nel ruolo di Carolina e Richard E. Grant in quello di Giorgio IV.
- Carolina viene menzionata nella terza serie televisiva della BBC Blackadder, nella quale Mr. E. Blackadder respinge Carolina di Brunswick come moglie potenziale per Giorgio poiché «...ha la peggior personalità in Germania» (presumibilmente "contro una certa concorrenza piuttosto forte").
- La commedia radiofonica del 2008 The People's Princess, con Alex Jennings nel ruolo di Giorgio IV e Rebecca Saire in quello di Carolina, fa un parallelo con il matrimonio ed il divorzio di Carlo, principe di Galles e Diana, Principessa di Galles.

## Titoli, trattamento, onorificenze e stemma

Stemma di Carolina di Brunswick

### Titoli e trattamento
- 17 maggio 1768 – 8 aprile 1795: Sua Altezza Serenissima la Principessa Carolina, Duchessa di Brunswick-Wolfenbüttel
- 8 aprile 1795 – 29 gennaio 1820: Sua Altezza Reale la Principessa di Galles
- 29 gennaio 1820 – 7 agosto 1821: Sua Maestà la Regina

### Stemma
Lo Stemma reale del Regno Unito è impalato con lo stemma di suo padre come Duca di Brunswick

## Figli
| Nome                                   | Nascita        | Morte           | Note |
| -------------------------------------- | -------------- | --------------- | --- |
| Principessa Carlotta Augusta di Galles | 7 gennaio 1796 | 6 novembre 1817 | sposò nel 1816 il Principe Leopoldo Giorgio Federico di Sassonia-Coburgo-Saalfield; nessun figlio sopravvissuto |

## Ascendenza
|                                                      |                             |                                             | Genitori                                  |  |  | Nonni |  |  | Bisnonni                                    |  |  | Trisnonni                                  |  |
|                                                      |                             |                                             |                                           |  |  |       |  |  | Ferdinando Alberto II di Brunswick-Lüneburg |  |  | Ferdinando Alberto I di Brunswick-Lüneburg |  |
|                                                      |                             |                                             |                                           |  |  |       |  |  | Ferdinando Alberto II di Brunswick-Lüneburg |  |  | Ferdinando Alberto I di Brunswick-Lüneburg |  |
|                                                      |                             | Cristina d'Assia-Eschwege                   |                                           |  |  |       |  |  | Ferdinando Alberto II di Brunswick-Lüneburg |  |  |                                            |  |
| Carlo I di Brunswick-Wolfenbüttel                    |                             |                                             |                                           |  |  |       |  |  | Ferdinando Alberto II di Brunswick-Lüneburg |  |  |                                            |  |
|                                                      |                             | Antonietta Amalia di Brunswick-Wolfenbüttel | Luigi Rodolfo di Brunswick-Lüneburg       |  |  |       |  |  |                                             |  |  |                                            |  |
|                                                      |                             | Antonietta Amalia di Brunswick-Wolfenbüttel | Luigi Rodolfo di Brunswick-Lüneburg       |  |  |       |  |  |                                             |  |  |                                            |  |
|                                                      |                             | Antonietta Amalia di Brunswick-Wolfenbüttel | Cristina Luisa di Oettingen-Oettingen     |  |  |       |  |  |                                             |  |  |                                            |  |
| Carlo Guglielmo Ferdinando di Brunswick-Wolfenbüttel |                             | Antonietta Amalia di Brunswick-Wolfenbüttel |                                           |  |  |       |  |  |                                             |  |  |                                            |  |
|                                                      |                             | Federico Guglielmo I di Prussia             | Federico I di Prussia                     |  |  |       |  |  |                                             |  |  |                                            |  |
|                                                      |                             | Federico Guglielmo I di Prussia             | Federico I di Prussia                     |  |  |       |  |  |                                             |  |  |                                            |  |
|                                                      |                             | Federico Guglielmo I di Prussia             | Sofia Carlotta di Hannover                |  |  |       |  |  |                                             |  |  |                                            |  |
| Filippina Carlotta di Prussia                        |                             | Federico Guglielmo I di Prussia             |                                           |  |  |       |  |  |                                             |  |  |                                            |  |
|                                                      |                             | Sofia Dorotea di Hannover                   | Giorgio I di Gran Bretagna                |  |  |       |  |  |                                             |  |  |                                            |  |
|                                                      |                             | Sofia Dorotea di Hannover                   | Giorgio I di Gran Bretagna                |  |  |       |  |  |                                             |  |  |                                            |  |
|                                                      |                             | Sofia Dorotea di Hannover                   | Sofia Dorotea di Celle                    |  |  |       |  |  |                                             |  |  |                                            |  |
| Carolina Amalia di Brunswick                         |                             | Sofia Dorotea di Hannover                   |                                           |  |  |       |  |  |                                             |  |  |                                            |  |
|                                                      | Giorgio II di Gran Bretagna | Giorgio I di Gran Bretagna                  |                                           |  |  |       |  |  |                                             |  |  |                                            |  |
|                                                      | Giorgio II di Gran Bretagna | Giorgio I di Gran Bretagna                  |                                           |  |  |       |  |  |                                             |  |  |                                            |  |
|                                                      | Giorgio II di Gran Bretagna | Sofia Dorotea di Celle                      |                                           |  |  |       |  |  |                                             |  |  |                                            |  |
| Federico di Hannover                                 | Giorgio II di Gran Bretagna |                                             |                                           |  |  |       |  |  |                                             |  |  |                                            |  |
|                                                      |                             | Carolina di Brandeburgo-Ansbach             | Giovanni Federico di Brandeburgo-Ansbach  |  |  |       |  |  |                                             |  |  |                                            |  |
|                                                      |                             | Carolina di Brandeburgo-Ansbach             | Giovanni Federico di Brandeburgo-Ansbach  |  |  |       |  |  |                                             |  |  |                                            |  |
|                                                      |                             | Carolina di Brandeburgo-Ansbach             | Eleonora Erdmuthe di Sassonia-Eisenach    |  |  |       |  |  |                                             |  |  |                                            |  |
| Augusta di Hannover                                  |                             | Carolina di Brandeburgo-Ansbach             |                                           |  |  |       |  |  |                                             |  |  |                                            |  |
|                                                      |                             | Federico II di Sassonia-Gotha-Altenburg     | Federico I di Sassonia-Gotha-Altenburg    |  |  |       |  |  |                                             |  |  |                                            |  |
|                                                      |                             | Federico II di Sassonia-Gotha-Altenburg     | Federico I di Sassonia-Gotha-Altenburg    |  |  |       |  |  |                                             |  |  |                                            |  |
|                                                      |                             | Federico II di Sassonia-Gotha-Altenburg     | Maddalena Sibilla di Sassonia-Weissenfels |  |  |       |  |  |                                             |  |  |                                            |  |
| Augusta di Sassonia-Gotha-Altenburg                  |                             | Federico II di Sassonia-Gotha-Altenburg     |                                           |  |  |       |  |  |                                             |  |  |                                            |  |
|                                                      |                             | Maddalena Augusta di Anhalt-Zerbst          | Carlo Guglielmo di Anhalt-Zerbst          |  |  |       |  |  |                                             |  |  |                                            |  |
|                                                      |                             | Maddalena Augusta di Anhalt-Zerbst          | Carlo Guglielmo di Anhalt-Zerbst          |  |  |       |  |  |                                             |  |  |                                            |  |
|                                                      |                             | Maddalena Augusta di Anhalt-Zerbst          | Sofia di Sassonia-Weissenfels             |  |  |       |  |  |                                             |  |  |                                            |  |
|                                                      |                             | Maddalena Augusta di Anhalt-Zerbst          |                                           |  |  |       |  |  |                                             |  |  |                                            |  |